# Municipio de Pine (condado de Crawford)
El municipio de Pine (en inglés: Pine Township) es un municipio ubicado en el condado de Crawford en el estado estadounidense de Pensilvania. En el año 2000 tenía una población de 531 habitantes y una densidad poblacional de 31 personas por km².

## Geografía
El municipio de Pine se encuentra ubicado en las coordenadas 41°39′00″N 80°27′59″O / 41.65000, -80.46639.

## Demografía
Según la Oficina del Censo en 2000 los ingresos medios por hogar en la localidad eran de $35,795 y los ingresos medios por familia eran de $37,386. Los hombres tenían unos ingresos medios de $32,386 frente a los $23,438 para las mujeres. La renta per cápita de la localidad era de $18,216. Alrededor del 6,3% de la población estaba por debajo del umbral de pobreza.